# (5986) Xenophon
(5986) Xenophon (1969 TA) – planetoida z grupy pasa głównego asteroid okrążająca Słońce w ciągu 3 lat i 238 dni w średniej odległości 2,37 j.a. Została odkryta 2 października 1969 roku.